# تنام بارلتي
تنام بارلتي (الاسم العلمي: Crypturellus bartletti) هو نوع من الطيور يتبع جنس التنام مخفي الذيل من فصيلة التنامية.